# Jim Parsons
Jim Parsons, właśc. James Joseph Parsons (ur. 24 marca 1973 w Houston) – amerykański aktor filmowy, teatralny i serialowy. Największą popularność przyniosła mu rola Sheldona Coopera w sitcomie Teoria wielkiego podrywu.

## Życiorys
Urodził się i dorastał w Houston w Teksasie. Jest synem Miltona „Mickeya” i Judy Parsonsów; jego ojciec (zginął w wypadku samochodowym w 2001) był prezesem firmy zajmującej się dostawą energii. W 1991 ukończył liceum Klein Oak w Houston, w 1996 uzyskał tytuł bakalaureata sztuk teatralnych na University of Houston, a w 2001 – magistra na Wydziale Sztuk Dramatycznych University of San Diego.
We wczesnych latach 90. współtworzył grupę teatralną Infernal Bridegroom Productions. Uczestniczył w wystawieniu m.in. Endgame, Guys and Dolls i The Balcony. Karierę telewizyjną rozpoczął od roli Roba Holbrooka w serialu Potyczki Amy i gościnnego występu w serialu Nie ma sprawy. Brał udział w przesłuchaniach do roli Jima lub Dwighta w serialu Biuro oraz Barneya w Jak poznałem waszą matkę. Największą popularność zapewniła mu rola doktora Sheldona Coopera w serialu komediowym Teoria wielkiego podrywu. Za występ w serialu odebrał wiele nagród, m.in. cztery nagrody Emmy dla najlepszego aktora w serialu komediowym (w latach 2010–2011 i 2013–2014) oraz był nominowany do nagrody Television Critics Association za indywidualny występ komediowy w 2009. Zagrał także w wielu filmach fabularnych, m.in: Powrót do Garden State, Co jest grane oraz Szkoła dla drani.
W 2002 związał się z Toddem Spiewakiem, grafikiem o polskich korzeniach, a w 2012 ujawnił publicznie, że jest gejem. 13 maja 2017 panowie zawarli związek małżeński i zamieszkali na Brooklynie w Nowym Jorku.

## Teatr
- Balkon
- Rozenkranc i Gildenstern nie żyją (1994) jako Rozenkranc
- Korowód (1995)
- Końcówka (1995) jako Clov
- Faceci i laleczki (1996) jako Rusty Charlie
- Otello (1996)
- Eddie Goes to Poetry City (1996) jako Eddie
- Jack and the Future Is In Eggs (1996) jako ojciec Jack
- Woyzeck (1996) jako doktor / Horse's Head
- Wiśniowy sad (1997) jako Jasza, młody służący
- Chilli Queen (1997) jako Buddy
- Camino Real (1997) jako baron
- Last Rites (1997) jako Tiger Clean
- Opera za trzy grosze (1998) jako MacHeath
- Bellow The Bell (1998) jako Dobbitt
- W dżungli miast (1998) jako J. Finnay
- Tamalalia 3: The Coc'k'tail Party (1998) jako psychotyczny psychiatra
- Ubu Król (1998) jako Tom, Mister Nice Guy
- Maria i Bruce (1999) jako Herb / Fred / kelnet
- What Happened Was (2002) jako Jackie
- The Castle (2002) jako Jeremiah
- Świętoszek (2002) jako Valère
- Miłość do trzech pomarańczy (Gozzi) (2004) jako książę Tartaglia
- Normalne serce (2011) jako Tommy Boatwright
- Harvey (2012) jako Elwood Dowd

## Filmografia
- 2002: Ed jako Chet
- 2003: Happy End jako asystent
- 2004 Powrót do Garden State (Garden State) jako Tim
- 2004: Why Blitt?
- 2004: Taste jako Kris
- 2004–2005: Potyczki Amy (Judging Amy) jako Rob Holbrook
- 2005: Nowy, lepszy świat (The Great New Wonderful) jako Justin
- 2005: Co jest grane (Heights) jako Oliver
- 2006: Szkoła dla drani (School for Scoundrels) jako kolega z klasy
- 2006: Dwa światy (10 Items or Less) jako recepcjonista
- 2007: On the Road with Judas
- 2007: Gardener of Eden jako Spim
- 2007–2019: Teoria wielkiego podrywu (The Big Bang Theory) jako dr Sheldon Cooper
- 2011: iCarly jako Caleb (gościnnie)
- 2011: Muppety jako ludzkie alter ego Waltera
- 2011: Wielki rok jako Crane
- 2016: Ukryte działania jako Paul Stafford
- 2017: Młody Sheldon jako narrator
- 2018: Nasz Jake (A Kid Like Jake) jako Greg Wheeler
- 2019: Podły, okrutny, zły (Extremely Wicked, Shockingly Evil and Vile) jako prokurator Larry Simpson
- 2020: Hollywood (miniserial) jako Henry Wilson
- 2020: The Boys in the Band jako Michael
- 2022: Spoiler Alert jako Michael Ausiello

## Nagrody
- 2010 – Złoty Glob dla najlepszego aktora w serialu komediowym (Teoria wielkiego podrywu)
- 2010–2011, 2013–2014 – Nagroda Emmy dla najlepszego aktora w serialu komediowym (Teoria wielkiego podrywu)